# Babine
De Babine is in de ruime betekenis een Athabaskisch indianenvolk dat het Babine-dialect van de Babine-Witsuwit'entaal spreekt en dat leefde en leeft ten oosten van de Skeenarivier, meer precies in de omgeving van de Babine-rivier, het Babinemeer, Trembleurmeer en Taklameer in het midden van British Columbia, Canada. Het aantal sprekers van de Babine-Witsuwit'entaal bedraagt hooguit circa 400, waaronder vrijwel geen kinderen.
In de enge betekenis betreft de aanduiding Babine de groep Babinesprekers die behoren tot de Lake Babine Nation, een stam bestaande uit drie nederzettingen:
- Fort Babine (traditionele naam: Wit'at, ongeveer 100 fulltime bewoners);
- Tachet (100 fulltime bewoners);
- Woyenne (naast het dorp Burns Lake, ongeveer 800 bewoners).

De term Babine is van Franse origine en betekent "lippig", omdat in de tijd van de eerste ontmoetingen met bonthandelaren, de vrouwen labrets droegen. Hoewel door sommigen beschouwd als kleinerend, geeft de stam de voorkeur aan de naam "Lake Babine Nation" omdat het hun traditionele binding met het territorium rond het meer benadrukt. Andere woorden die in de historische literatuur in verband met de Babine incorrect werden gebruikt, zijn Chemesyan of Chimpseyan, een archaïsche term die werd gebruikt voor naburige volken die een Tsimshianische taal spreken.